# Ludothérapie
La ludothérapie est le traitement de certaines maladies et en particulier les maladies mentales par le jeu,.

## Définition
Comme l'explique l'association Les Oursins, la ludothérapie permet aux patients d'exprimer, au travers du jeu, les difficultés qu'ils rencontrent et qui l'atteignent psychologiquement et/ou physiquement. Chez l'enfant notamment, cet outil leur permet de se reconstruire.
Comme l'explique Karin Gepp, Psy.D., le jeu permet à l'enfant de s'exprimer naturellement et inconsciemment, ce qui permet au thérapeute de mieux pouvoir observer les comportements ainsi que l'état émotionnel de l'enfant. Elle explique également que, grâce au jeu, une certaine confiance s'installe entre l'enfant et le thérapeute.